# قصر لوبيز
قصر لوبيز (بالإسبانية: Palacio de López)‏ هو قصر في أسونسيون، باراغواي، وهو يمثل المقر الرسمي لرئيس باراغواي، وهو أيضًا مقر حكومة باراغواي. تم الإعلان عن القصر كخزينة للتراث الثقافي لمدينة أسونسيون، وذلك بمناسبة انتخاب أسونسيون كعاصمة للثقافة الأمريكية في عام 2009.
يقع قصر لوبيز في وسط أسونسيون، بشكل يطل على خليج أسونسيون. وقد تم بناؤه بأمر من كارلوس أنطونيو لوبيز، ليكون بمثابة إقامة لابنه الجنرال فرانسيسكو سولانو لوبيز، وهذا هو سبب تسمية القصر باسمه الحالي. بدأت أعمال البناء عام 1857 تحت إشراف المهندس الإنجليزي ألونسو تايلور.
المواد المستخدمة في بناء القصر تم الحصول عليها من مناطق متعددة داخل دولة باراغواي. جاء العديد من الفنانين الأوروبيين إلى باراغواي للقيام بزخرفة القصر. في عام 1867، و خلال حرب التحالف الثلاثي، تم الانتهاء من بناء القصر تقريبًا، على الرغم من عدم وجود تفاصيل الانتهاء لإكماله. كانت الزخارف عبارة عن تماثيل برونزية وأثاث مستورد من باريس، ومرايا كبيرة ومزخرفة للقاعات.